# 清澄庭園
清澄庭園（日语：／）是日本東京都江東區清澄的都立庭園，屬回游式林泉庭園，為東京都指定名勝。

## 歷史
此地傳聞曾是元祿時期富商紀伊國屋文左衛門屋敷。享保年間為下總關宿藩主久世氏下屋敷，推測當時已有庭園造景。
1878年（明治11年），三菱財閥創業者岩崎彌太郎收購已荒廢的此地，計畫打造成慰勞三菱社員與接待賓客的庭園。1880年（明治13年）竣工，命名為深川親睦園。繼任三菱社長的岩崎彌之助引入隅田川河水，1891年（明治24年）改造為回游式築山林泉庭園。1889年（明治22年）庭園西側建造由喬賽亞·康德（Josiah Conder）設計的洋館。
1923年（大正12年）的關東大地震造成庭園嚴重毀損。1924年（大正13年），三菱第3代社長岩崎久彌將庭園東半部捐贈給東京市作為公園用地。在大正紀念館遷移工程（1929年5月竣工）與深川圖書館新館舍建設工程（同年6月竣工）等陸續完成後，1932年（昭和7年）7月24日清澄庭園正式開園。
1973年（昭和48年）東京都收購剩餘的西半部庭園。翌年開始整備，1977年（昭和52年）開園。

## 特色
泉池位於庭園中央，「杜鵑山」（つつじ山）種滿杜鵑花與皋月杜鵑，池畔有渡池石塊「磯渡り」。此外，園內有岩崎家自全國各地收集而來的無數名石。
- 大正紀念館

大正天皇葬禮的葬場殿。因戰爭而燒毀，之後使用貞明皇后葬場殿材料重建。
- 涼亭

1909年（明治42年）建數寄屋造建築，由保岡勝也設計，為東京都選定歷史的建造物。

## 圖片

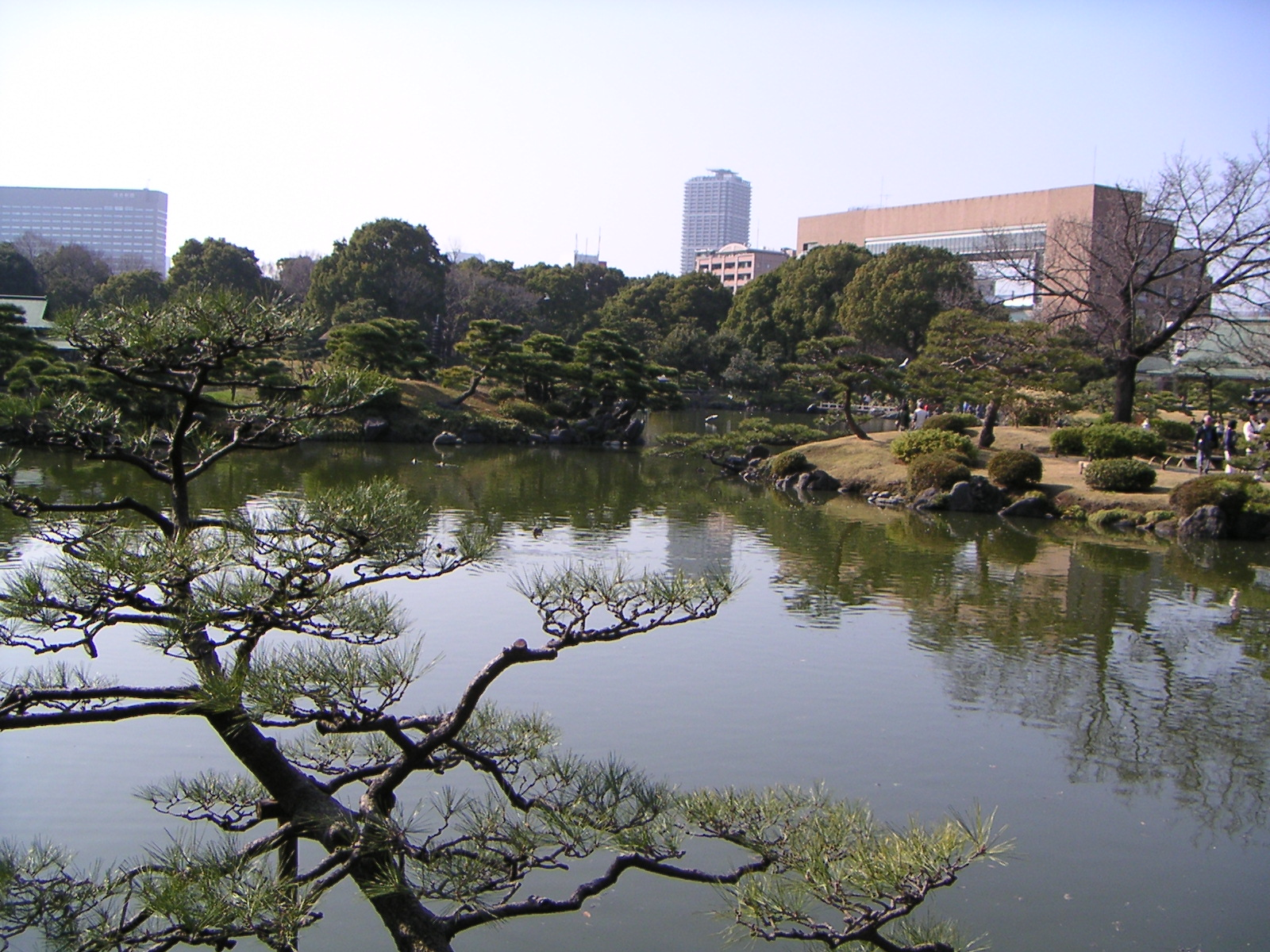
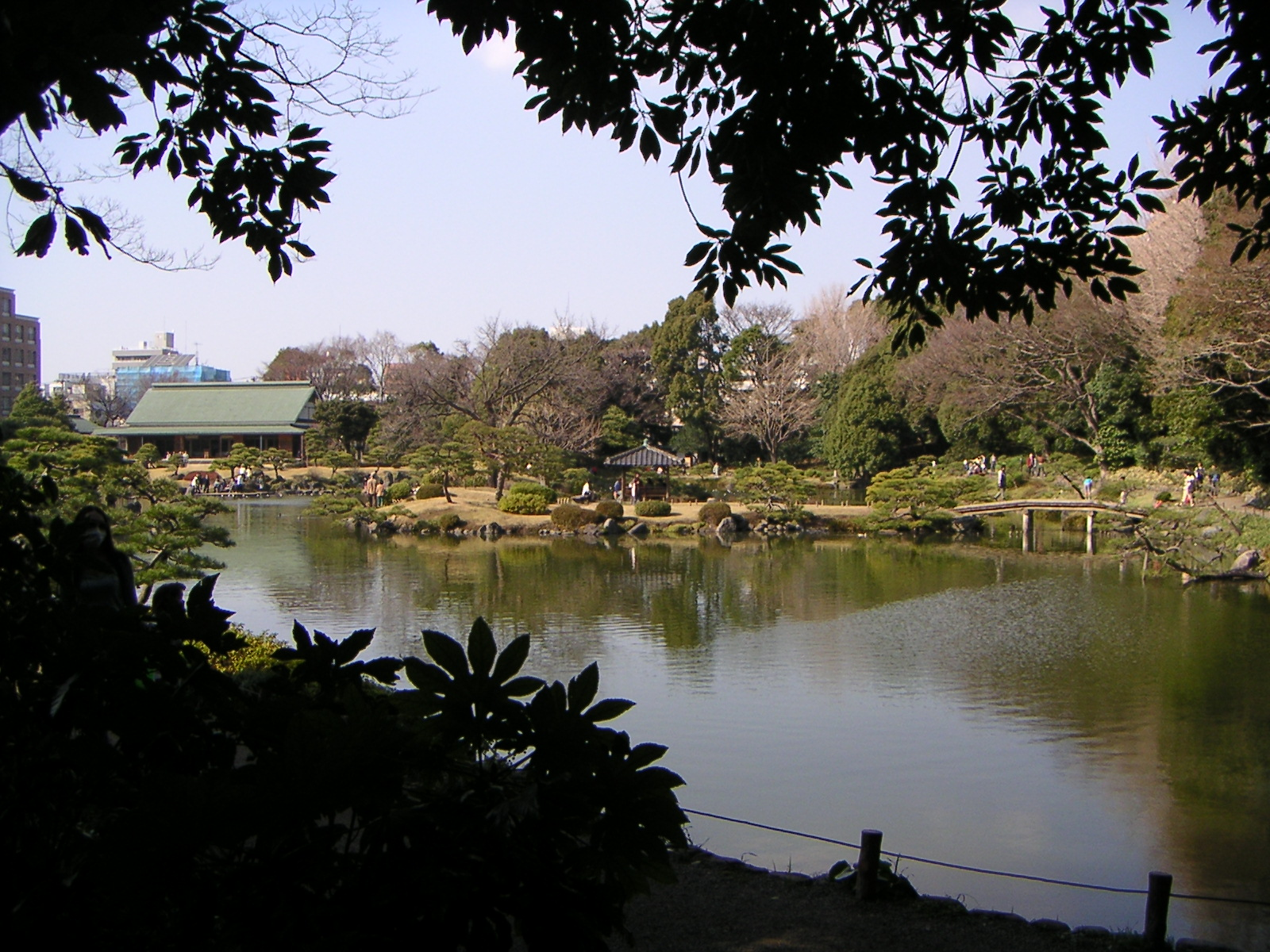
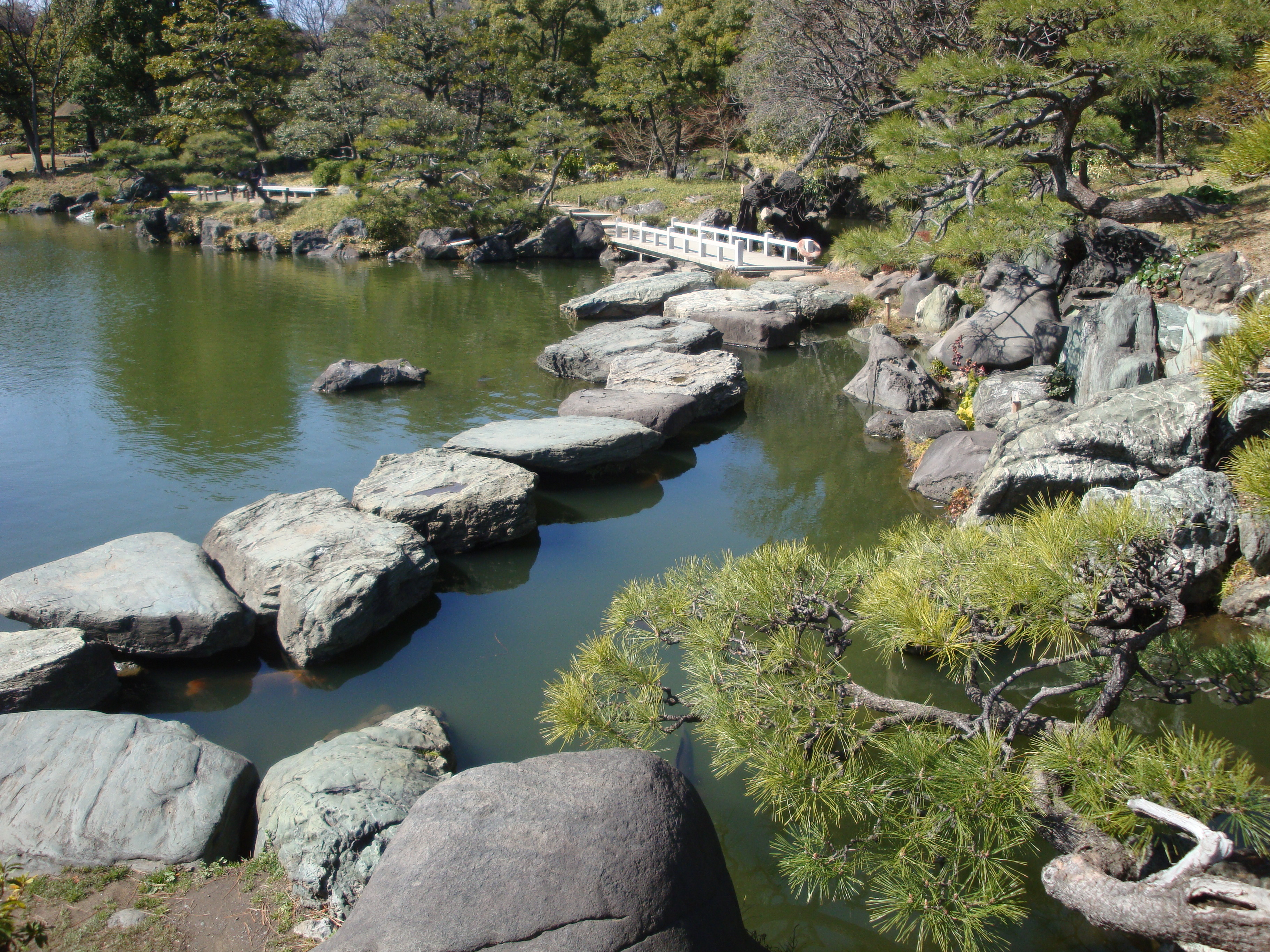
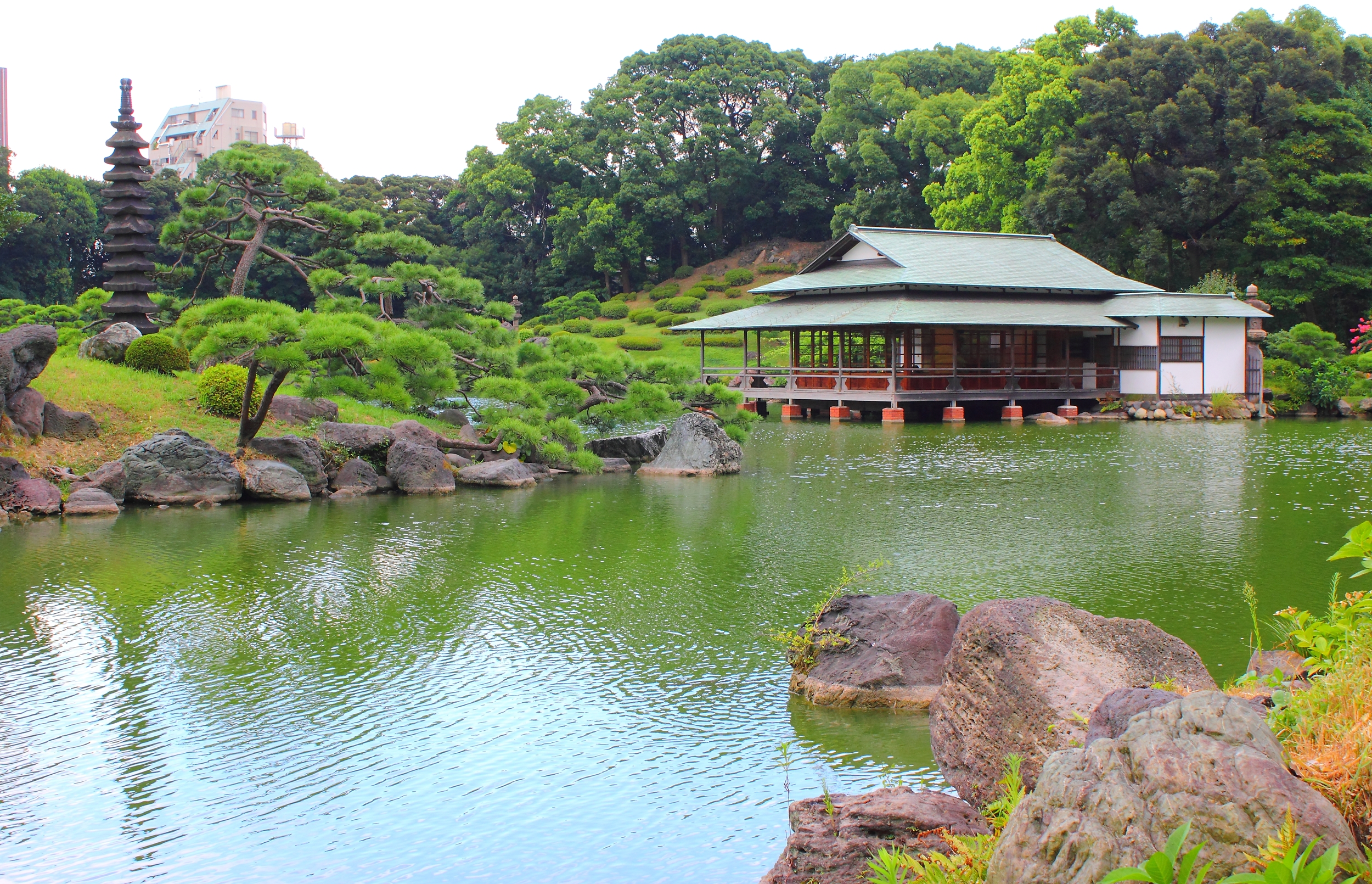
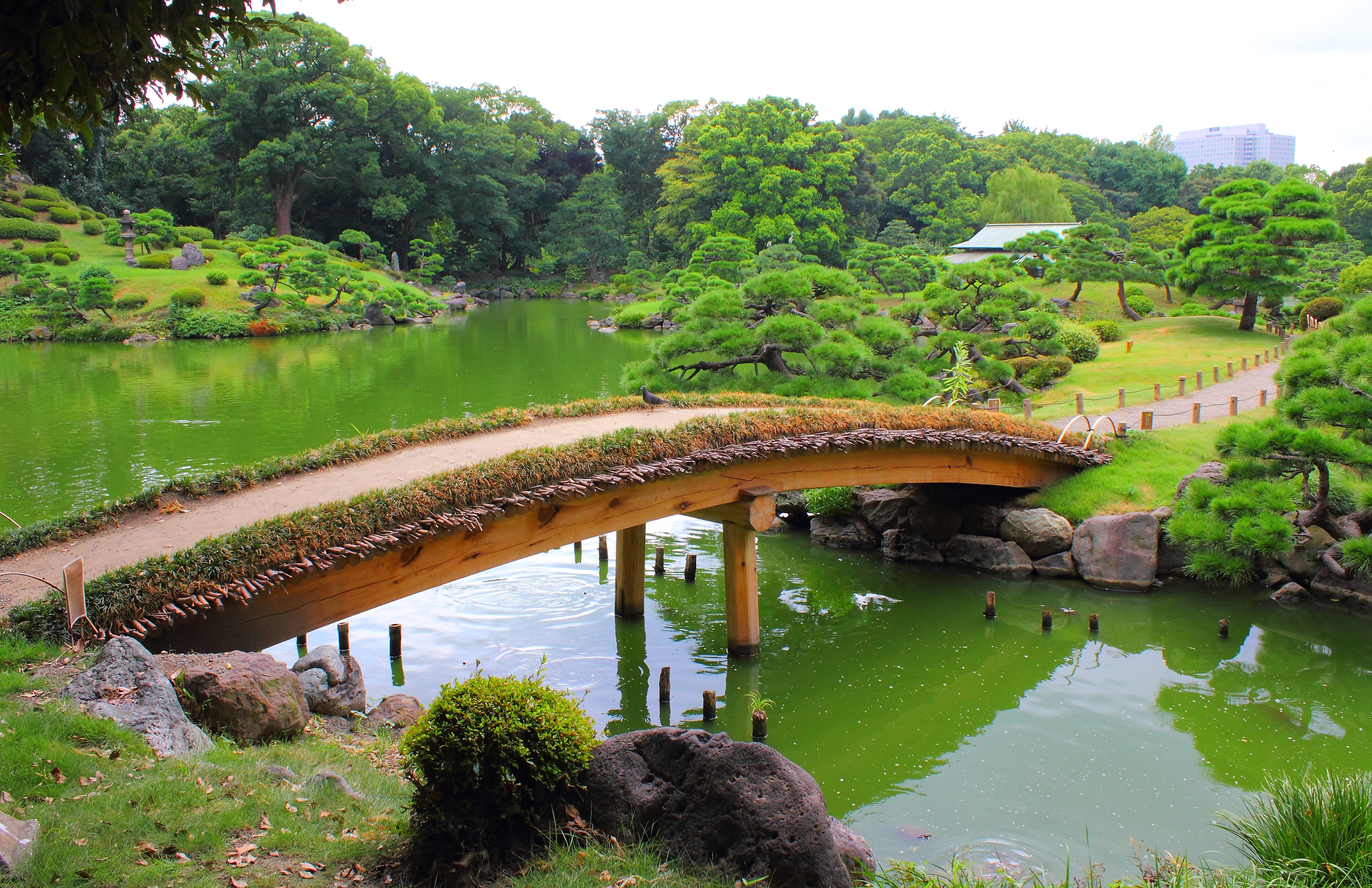
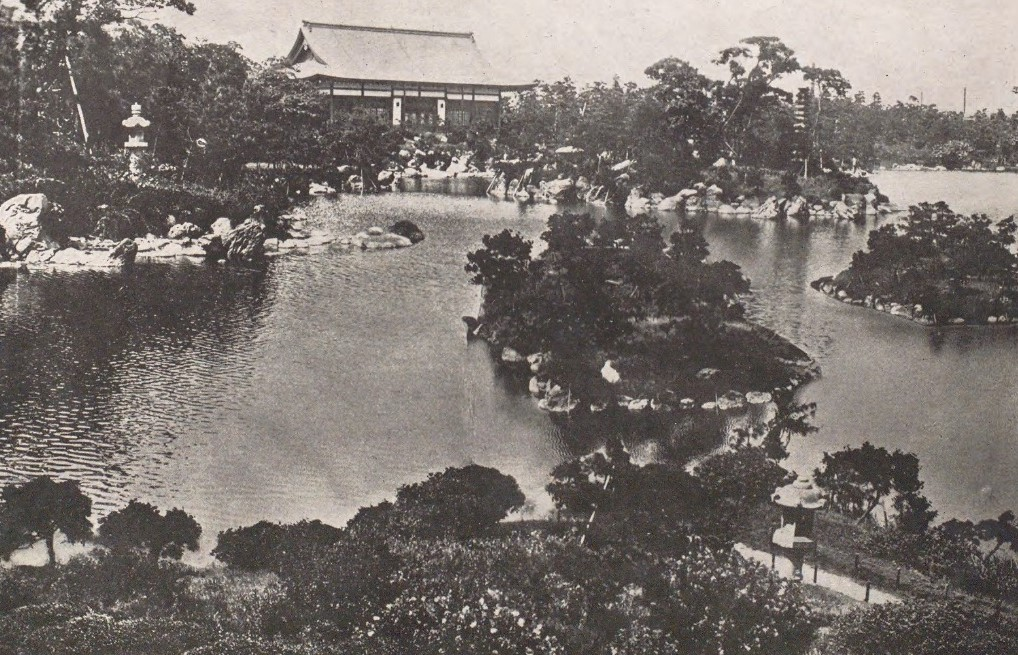
1930

## 最近車站
- 都營地下鐵大江戶線○清澄白河站 步行分
- 東京地下鐵半藏門線○清澄白河站 步行3分

## 資訊
- 所在地：東京都江東區清澄3丁目3-9
- 開園時間：9:00～17:00（最後入園時間為16:30）
- 休園日：12月29日～1月1日

### 入園費
一般（中學生以上）
個人 150日圓/團體 120日圓
65歲以上
個人 70日圓/團體 50日圓
- 團體需20人以上
- 小學生以下、都內居住與就學之中學生、持有殘障手冊之身心障礙者與其伴護人免費
- 綠之日、都民之日（日语：都民の日）免費開放。

## 外部連結
- 清澄庭園 （都立公園・庭園案内 - 東京都建設局公園緑地部） （页面存档备份，存于）
- 清澄庭園 （東京都公園協會｜去庭園吧！） （页面存档备份，存于） （中文）